# 越後鹿渡站
越後鹿渡站（日语：／ Echigo-Shikawatari eki */?）是位於新潟縣中魚沼郡津南町大字三箇，東日本旅客鐵道（JR東日本）的飯山線車站。

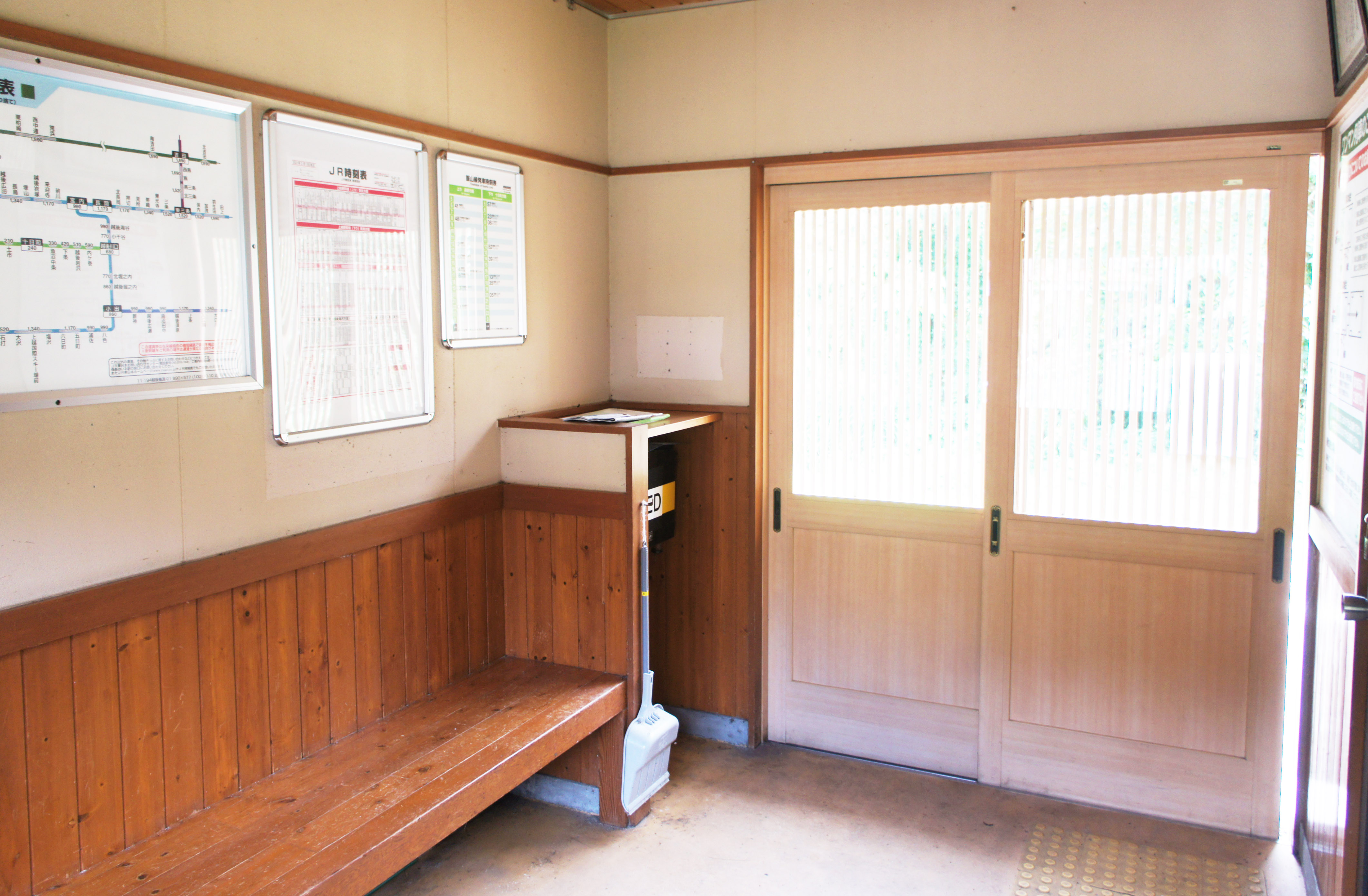
候車室内（2021年9月）

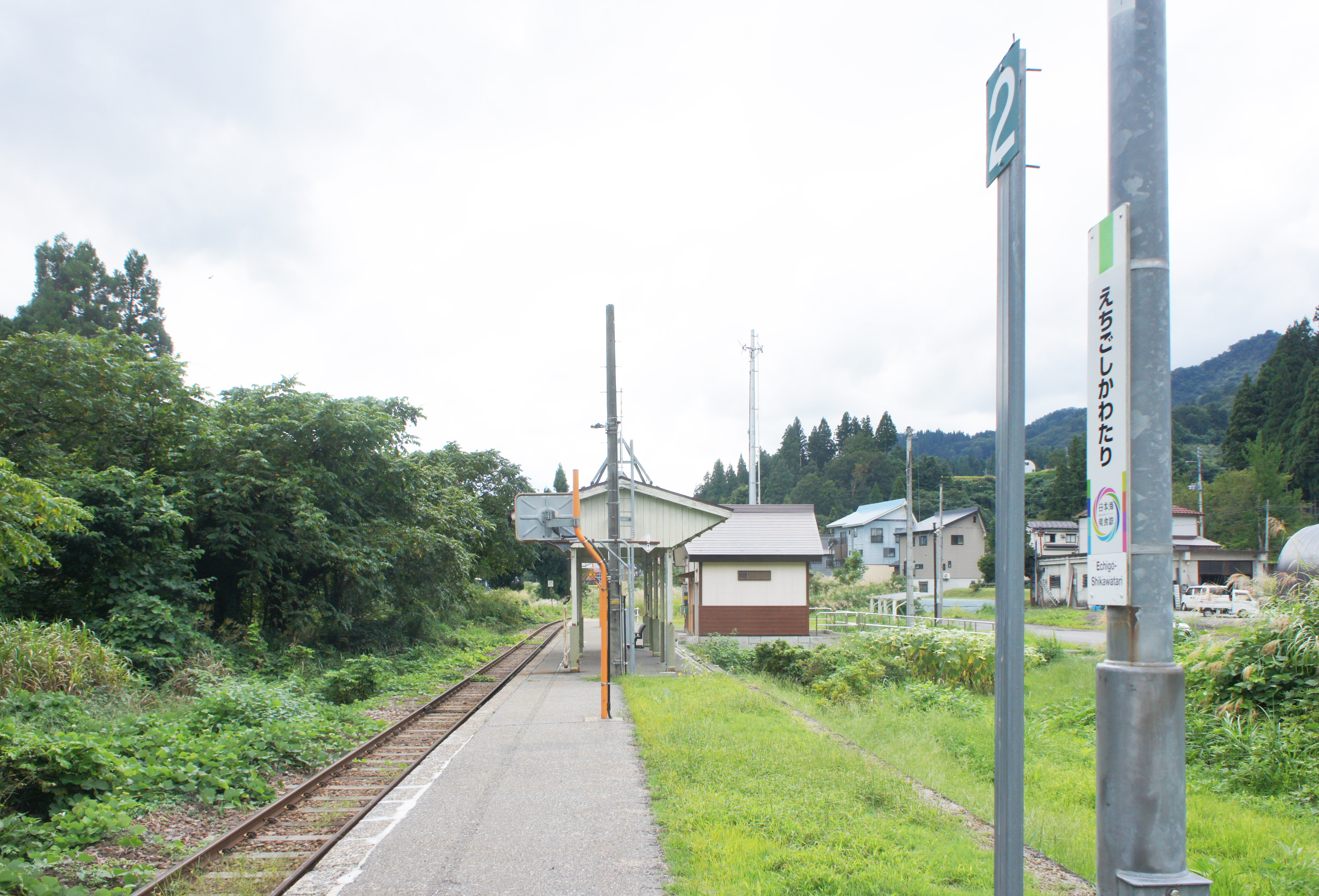
月台（2021年9月）

## 歷史

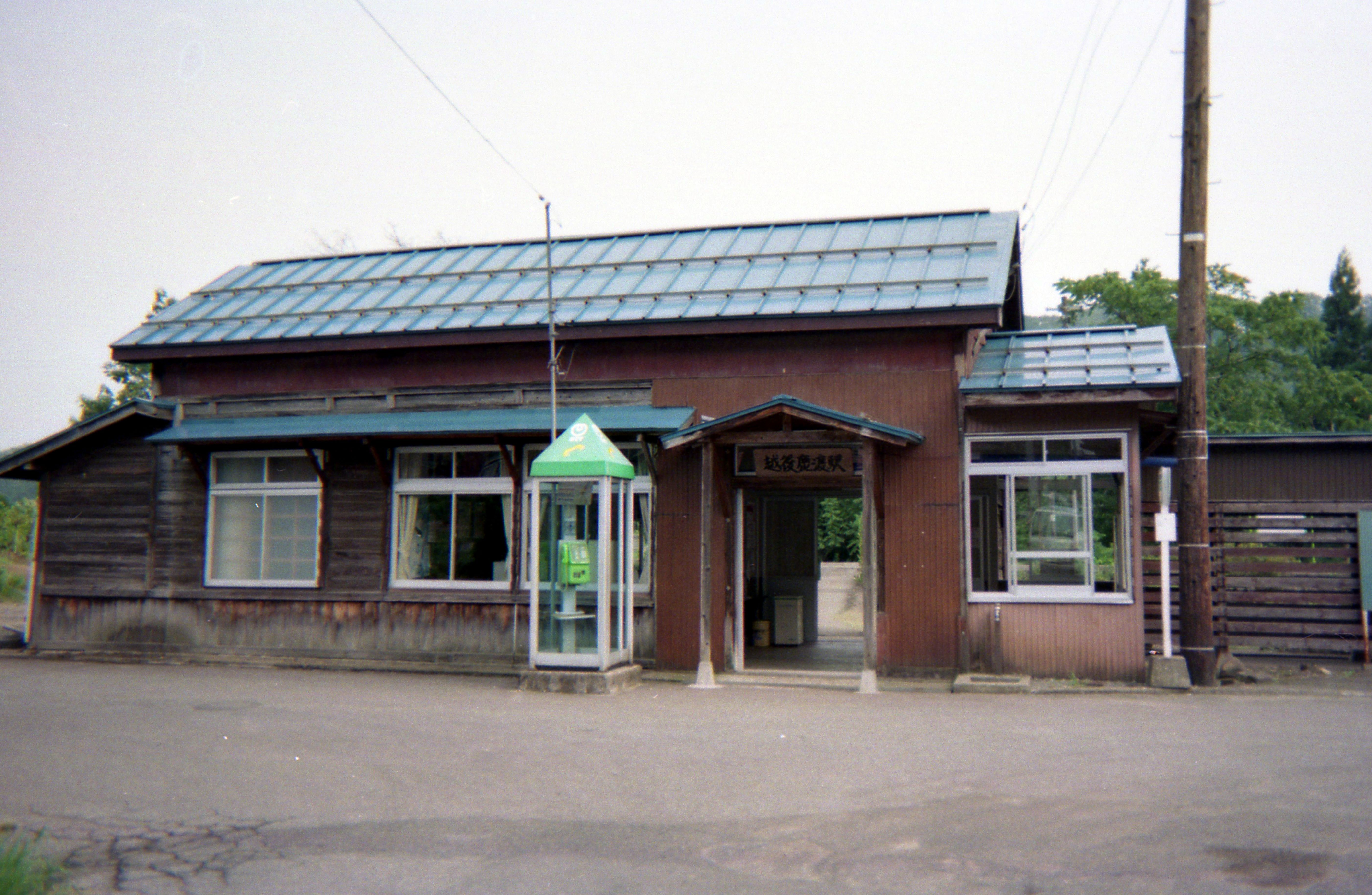
舊站房（1994年9月）

- 1927年（昭和2年）11月6日：飯山鐵道 越後外丸站（現時為津南站）至越後田澤站之間開業，此站啟用[1]。
- 1944年（昭和19年）6月1日：隨著飯山鐵道國有化，飯山鐵道編入至運輸通信省（後來為日本國有鐵道）飯山線。
- 1982年（昭和57年）11月1日：成為簡易委託車站。
- 1987年（昭和62年）4月1日：伴隨國鐵分割民營化，車站由東日本旅客鐵道（JR東日本）營運。
- 1998年（平成10年）4月1日：成為無人車站[1]。
- 2002年（平成14年）12月：現時的車站大樓落成啟用。

## 車站構造
本站是地面車站，設有1面1線的單式月台。此站另外曾經設有1面2線的島式月台。車站大樓在2002年12月翻新完成啟用。大樓內設有候車室，沒有廁所。此站是由十日町站管理的無人車站。

## 車站周邊
- 國道353號（日语：国道353号）
- 信濃川
- 鹿渡溫泉[1]
- 松之山溫泉（日语：松之山温泉）（日本三大藥用溫泉之一）

## 巴士路線

津南町內與周邊的巴士路線圖。此站前設有紫色巴士路線。

- 南越後觀光巴士 「鹿渡站角」巴士站（在國道353號（日语：国道353号）上）
  - 津南～津南站～鹿渡新田線
- 津南町預約制共乘的士

## 相鄰車站
東日本旅客鐵道（JR東日本）
■飯山線
津南－越後鹿渡－越後田澤

## 注腳
1. 1 2 3 4 5 6 7 8 9 10 11  . 週刊朝日百科. 21号 新潟駅・弥彦駅・津南駅ほか. 朝日新聞出版. 2012-12-30: 26 （日语）.

## 外部連結
- 車站資訊（越後鹿渡）：東日本旅客鐵道（日語）